# 香农·布朗
香濃·布朗（英語：Shannon Brown，1985年11月29日—），出生於伊利诺伊州梅坞市，美国职业篮球运动员。

## 职业生涯

### 克里夫蘭騎士
在2006年NBA選秀上，布朗被克里夫蘭騎士以第一輪第二十五順位選中，主要司職得分後衛，但上陣時間只有大約10分鐘(兩秀平均上陣時間為8.8及14.5分鐘)。最後，在2007-2008球季中(2008年2月21日)，與德魯·古登、塞德里克·西蒙斯及拉里·休斯被交易到芝加哥公牛，以換取喬·史密斯、本·华莱士及一個第二輪選秀權。

### 洛杉磯湖人
2009年2月7日，布朗和亞當-莫里森被交易至洛杉磯湖人隊，山貓隊獲得拉德馬諾維奇。
布朗的出場時間在加入湖人之初受到球隊限制。但是進行到賽季尾聲，布朗的上陣時間逐步上升。在本賽季的最後5場比賽，布朗平均出場16.4分鐘內，貢獻7.2分，2.4個籃板和1.6次助攻。
布朗上陣時間的增加，球隊將其帶入季后賽。在第一輪比賽對陣爵士的首場比賽中，布朗打了22分鐘。他得到9分，3次助攻，2個籃板和1次搶斷。他在系列平均上場17.4分鐘，7.2分，1.2個籃板，1.8次助攻，和每場比賽一個搶斷。
2009年7月6日，布朗重返湖人，同意兩年420萬美元的合同。
2010年1月18日宣布，他被入選2010年在達拉斯舉行的全明星周末扣籃大賽。就在同一天比賽，他拿下22分，帶領湖人隊以98-92擊敗了奧蘭多魔術隊。布朗於2010年2月13日參加扣籃大賽，但提前在第一輪出局。
於2010年2月16日，在對陣金州勇士隊，布朗拿下了職業生涯最高的27分並拉下10個籃板，為職業生涯首個雙十成績。本賽季他贏得了生涯第二個總冠軍。
於2010年8月5日，布朗決定回到湖人，同意一份為期兩年價值460萬美元的合同。2010年8月8日，布朗與湖人簽約。
2011年6月30日，布朗選擇不執行其2011-12賽季的選擇權。

### 聖安東尼奧馬刺
2014年2月1日，布朗與聖安東尼奧馬刺签下10天合約。

### 邁阿密熱火
2015年10月1日，布朗與邁阿密熱火簽下10天合約。